# Philemon McCarthy
Philemon McCarthy (Korluedo, 14 de agosto de 1983) é um futebolista profissional ganês que atua como goleiro.

## Carreira
Philemon McCarthy fez parte do elenco da Seleção Ganesa de Futebol na Campeonato Africano das Nações de 2010.

## Títulos
Gana
- Campeonato Africano das Nações: 2012 2º Lugar.